# Takashi Murakami

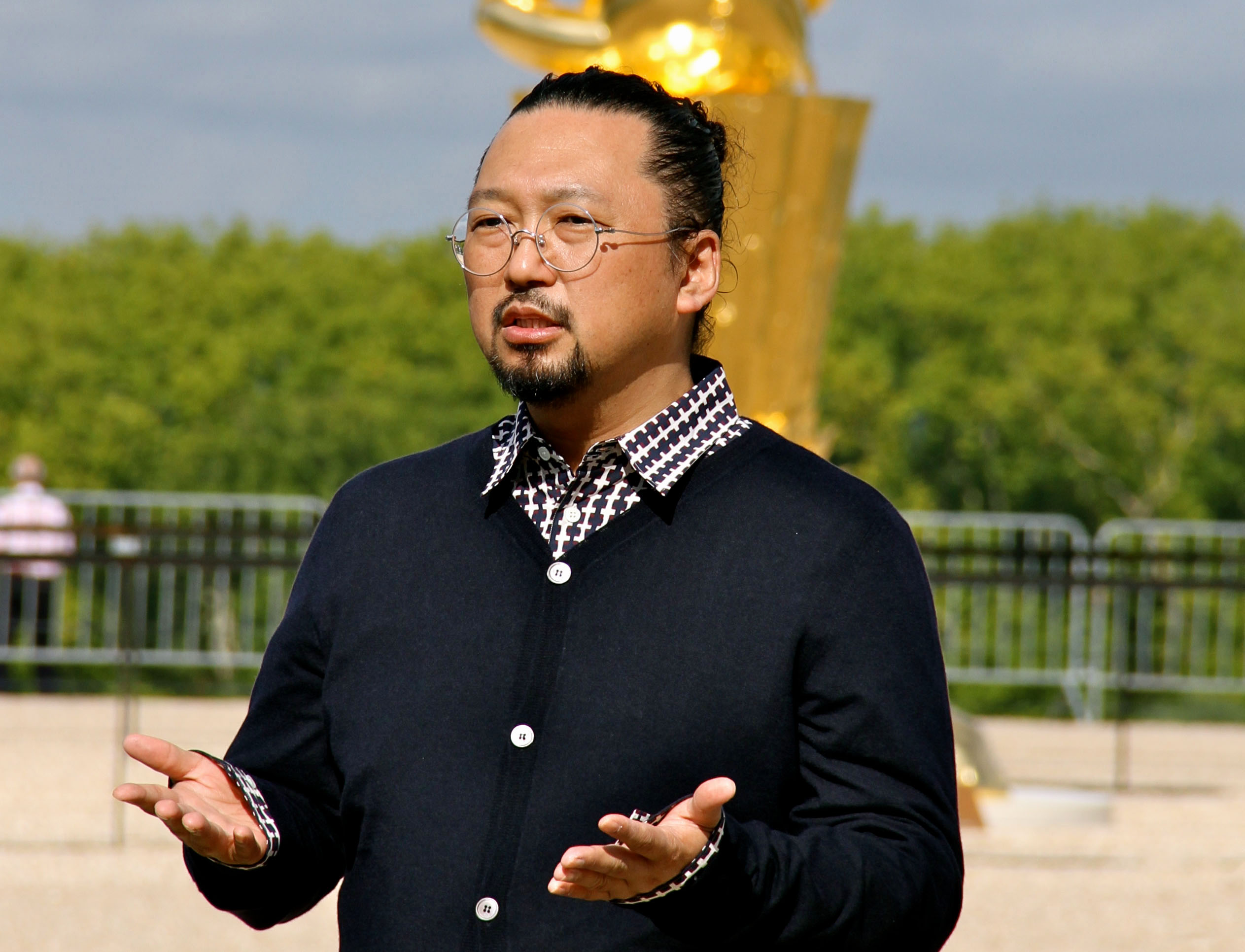
Takashi Murakami (2010)

Takashi Murakami (japanisch 村上　隆, Murakami Takashi; * 1. Februar 1962 in Tokio) ist ein japanischer bildender Künstler.

## Leben und Werk

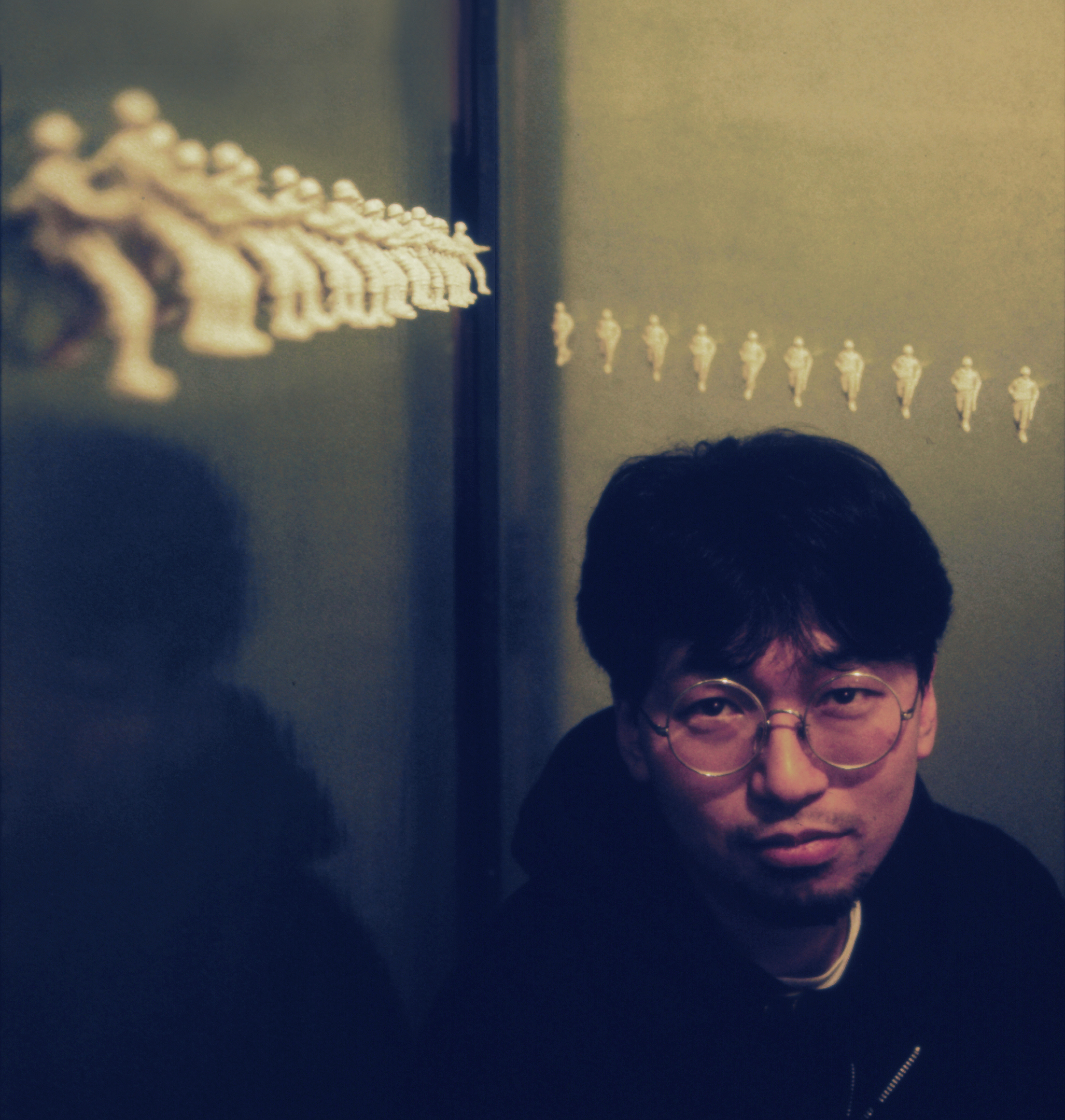
Murakami in der Galeria Mars em Tokyo, 1992. Foto von Ithaka Darin Pappas

Takashi Murakami hat mit seinen Werken internationale Resonanz erhalten. Er studierte an der Tōkyō Geijutsu Daigaku in Tokio. International bekannt wurde er mit Gemälden, die sich vornehmlich auf die Otaku-Subkultur beziehen, indem er deren Motive aus ihrem Zusammenhang herausnimmt und isoliert darstellt oder in andere Zusammenhänge einbringt. Medienwirksam wurde der Auftrag, für den Taschenhersteller Louis Vuitton Entwürfe zu fertigen. Seitdem wird Murakami einerseits als Künstler hinterfragt, andererseits ist er als Grenzgänger zwischen Kunst und Design oder Popkultur populär. Unterstrichen wird dies dadurch, dass Murakami 2007 das CD-Cover zur Single Stronger und das Hüllendesign zum Album Graduation von Kanye West entworfen hat. 2018 steuerte er das Cover zum Debütalbum von Kids See Ghosts bei, einem gemeinsamen Projekt von West und Kid Cudi.
Murakami selbst nennt seine Kunst Superflat. Damit bezieht er sich nur in einer von verschiedenen Dimensionen auf die in seinen Bildern fehlende Perspektive und Tiefe. In seinem Buch The Meaning of the Nonsense of the Meaning formuliert er Superflat als philosophische Theorie über die japanische Kultur.
2001 gründete Murakami die Firma Kaikai Kiki Co., die aus seinem früheren Studio Hiropon Factory hervorging. Kaikai Kiki Co. dient der Produktion und Vermarktung der Kunstobjekte selbst, aber auch der von Merchandising-Artikeln oder Zeichentrickfilmen. Neben Murakami vertritt Kaikai Kiki Co. auch jüngere japanische Künstler und vermittelt Kooperationen zwischen den Künstlern und Modelabeln oder der Musikszene.

## Ausstellungen (Auswahl)
- 2001: Museum of Fine Arts, Boston, USA
- 2002: Fondation Cartier pour l’Art Contemporain, Paris, Frankreich
- 2003: Marianne Boesky Gallery, New York, USA
- 2007: Museum of Contemporary Art (Los Angeles), USA
- 2008: MMK Museum für Moderne Kunst, Frankfurt, Deutschland
- 2009: Guggenheim Museum Bilbao, Spanien
- 2010: Schloss Versailles, Frankreich
- 2017: Astrup Fearnley Museet, Oslo, Norwegen